# Château de Japperenard
Le château de Japperenard est un château situé sur la commune de Roiffieux dans le département de l'Ardèche.

## Situation
Le château se situe sur la commune de Roiffieux à proximité d'Annonay au nord du département de l'Ardèche.